# Lennart Groll
For pressombudsmannen och hovrättslagmannen se Lennart Groll (PO).
Victor Leonard (Lennart) Groll, född 22 februari 1845 i Stockholm, död där 25 oktober 1896, var en svensk politiker och ämbetsman.

## Biografi
Groll var son till lärftkramshandlaren Axel Leonard Groll och dennes hustru Agnes Sofia Emillia Hiessleiter. Han skrevs som 18-åring in vid Uppsala universitet där han 1869 tog examen till rättegångsverken. Efter en juridisk karriär inom både Svea och Göta hovrätt blev han expeditionschef för det arbetstyngda Civildepartementet 5 oktober 1883. Han lämnade detta ämbete sommaren 1887 för att bli expeditionschef för det mindre arbetskrävande Justitiedepartementet. Hösten 1888 utsågs Lennart Groll till landshövding för Kalmar län och ståthållare för Kalmar slott; kung Oscar II hade egentligen velat utse Groll till justitieråd och ledamot av Högsta domstolen. Groll ville emellertid ha en administrativ befattning, och kungen böjde sig därför för den blivande landshövdingens vilja. Tiden på Kalmar slott blev dock kort, hösten 1889 utsågs han till ny chef för civildepartementet efter Edvard von Krusenstjerna. Denne hade tröttnat på regeringsslitet och utsågs efter sin avgång till generalpostdirektör.
Under sin tid som civilminister tog han stora initiativ på kommunikationssidan med inlösningen av Västkustbanan 1895 på statens vägnar och gav koncession åt Gällivarebanan 1891. På det arbetspolitiska sidan blev det likaledes framgång för Grolls socialpolitiska agenda – bland annat 1891 års sjukkasselag, avsättningar till arbetsförsäkringsfonden under åren 1895–1896. Patentbyrån ombildades 1895 till Patent- och registreringsverket med Hugo Hamilton som överdirektör och förste chef för myndigheten. Även om några förslag från civildepartementets sida avslogs, exempelvis förslagen om olycksfalls- och invaliditetsförsäkring, lyckades Groll få igenom förbättringar inom gruv- och jordbrukspolitiken. Han lyckades även få igenom en strängare arbetsskyddslagstiftning, och tillskapandet av en statlig fabriksinspektion.
Även om Groll ville avgå under statsminister Erik Gustaf Boström som hade efterträtt Gustaf Åkerhielm, vilken hade fallit på några mindre väl valda ord om ett konflikthot med norrmännen – "tala svenska med norrmännen" – stannade han kvar fram till hösten 1896. Han fick då avgå på grund av sina kontakter med en suspekt affärsman. Denne hade dålig ekonomisk säkerhet för sin tilltänkta lotteriverksamhet under Stockholmsutställningen 1897. Efter en häftig kritik från vänsterpressen, och regeringens motståndare i riksdagen blev Groll tvungen att ta tjänstledigt från statsrådsämbetet. Han reste till kurorten Vichy för att vårda sin hälsa, under tiden blev koncessionen för lotteriets arrangör upphävt, och ett penningstarkt konsortium trädde in i den förre arrangörens ställe. För Groll som mer och mer ville avgå blev affären mer pinsam, och till slut tvingades Groll avgå den 6 oktober 1896. Han efterträddes av sin företrädare, generalpostdirektören Edvard von Krusenstjerna. Den förre civilministern utsågs nu till landshövding för Stockholms län. Han dog dock bara några veckor senare.
Groll invaldes som ledamot av Lantbruksakademien 1890. Han blev kommendör med stora korset av Nordstjärneorden 1893.